# Vecpilseta
Le Vieux Riga (en letton : Vecrīga) est le centre historique de Riga en Lettonie.
Vecpilseta est le voisinage de l'arrondissements Central correspondant.

## Présentation
Le vieux Riga est la partie la plus ancienne de la ville de Riga, ainsi qu'un quartier dont les frontières sont Krišjāņa Valdemāra iela, Zigfrīda Annas Meierovica bulvāris, Aspazijas bulvāris, 13. janvāras iela et 11. novembra. krastamala.
Depuis 1967, le Vieux Riga est une zone protégée par l'État, depuis 1983 un monument de construction urbaine, en 1997, le centre historique de Riga, y compris le Vieux Riga, a été inscrit sur la liste du patrimoine mondial de l'UNESCO et en 2007, grâce au panorama du vieux Riga, Riga a obtenu le Label du patrimoine européen.

## Géographie
La superficie totale du quartier de la Vieille Ville (Vecrīgas) est de 0,944 km², ce qui le classe ainsi parmi les plus petits quartiers de la ville de Riga. La longueur du périmètre de ce quartier n'est que de 3 784 mètres. C'est un territoire qui est aussi traditionnellement appelé Vieille Riga. Ce quartier, comme celui du Centre, ne possède pas de centre local clairement identifiable, car sa superficie est très petite et, par nature, l'ensemble du quartier présente le caractère nettement multifonctionnel et spatialement dense des centres-villes. Dans la structure de planification de ce quartier, un rôle très important est joué par l'espace public extérieur et notamment par les plus grandes places (Rātslaukum, Doma laukums, Place Livu, ...), qui sont les principaux lieux des nombreuses activités du quartier.
La piste cyclable Centrs—Berģi (lv) relie le vieux Riga, Teika, Šmerlis, Jugla et Berģi. La piste longue de 13 km a été inaugurée en mai 2011.

## Lieux et bâtiments

### Églises
- Cathédrale protestante
- Église Saint-Pierre
- Cathédrale Saint-Jacques
- Église Saint-Jean
- Église Saint-George (lv)
- Église réformée
- Église anglicane
- Église Sainte-Marie-Madeleine
- Église Notre-Dame-des-Douleurs

### Fortifications
- Château de Riga
- Tour Poudrière
- Tour Ramer
- Fortifications de Riga
- Arsenāls
- Caserne de Jacob
- Porte suédoise

### Bâtiments publics
- Hôtel de ville
- Maison des Têtes noires
- Grande Guilde
- Petite Guilde
- Maison de la Noble Corporation de Livonie
- Maison de la société Muses
- Bâtiment du couvent d'Eke
- Bourse de Riga

### Bâtiments résidentiels
- Trois Frères
- Maison Danenštern
- Maison Reitern
- Maison Mentzendorff
- Hôtel de Saint-Pétersbourg

### Places
- Doma laukums
- Alberta laukums
- Herdera laukums
- Pils laukums
- Neatkarības laukums
- Līvu laukums
- Strēlnieku laukums
- Jāņa sēta
- Konventa sēta

### Musées
- Musée national d'histoire de Lettonie
- Musée de l'occupation de la Lettonie
- Musée Pauls Stradiņš (lv)
- Musée d'histoire et de la navigation (lv)
- Musée d'art de la Bourse de Riga
- Musée letton de la guerre (lv)
- Musée des Arts Décoratifs et du Design (lv)
- Musée de la porcelaine (lv)
- Musée de la Pharmacie (lv)
- Musée letton des sports (lv)
- Musée letton de la photographie (lv)
- Musée du cinéma (lv)
- Musée des bijoux baltes anciens

## Galerie

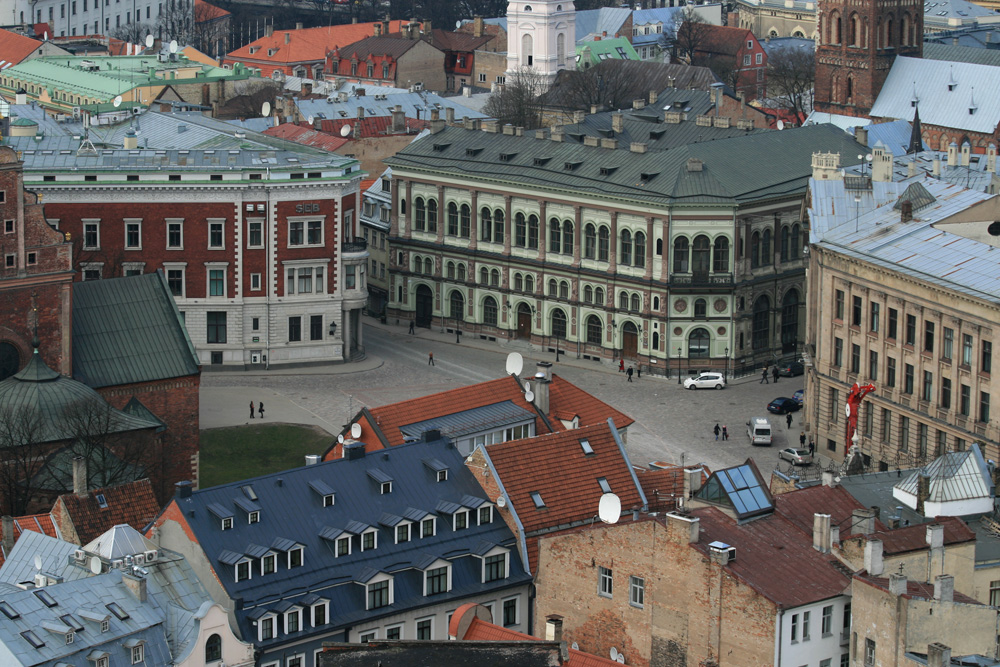
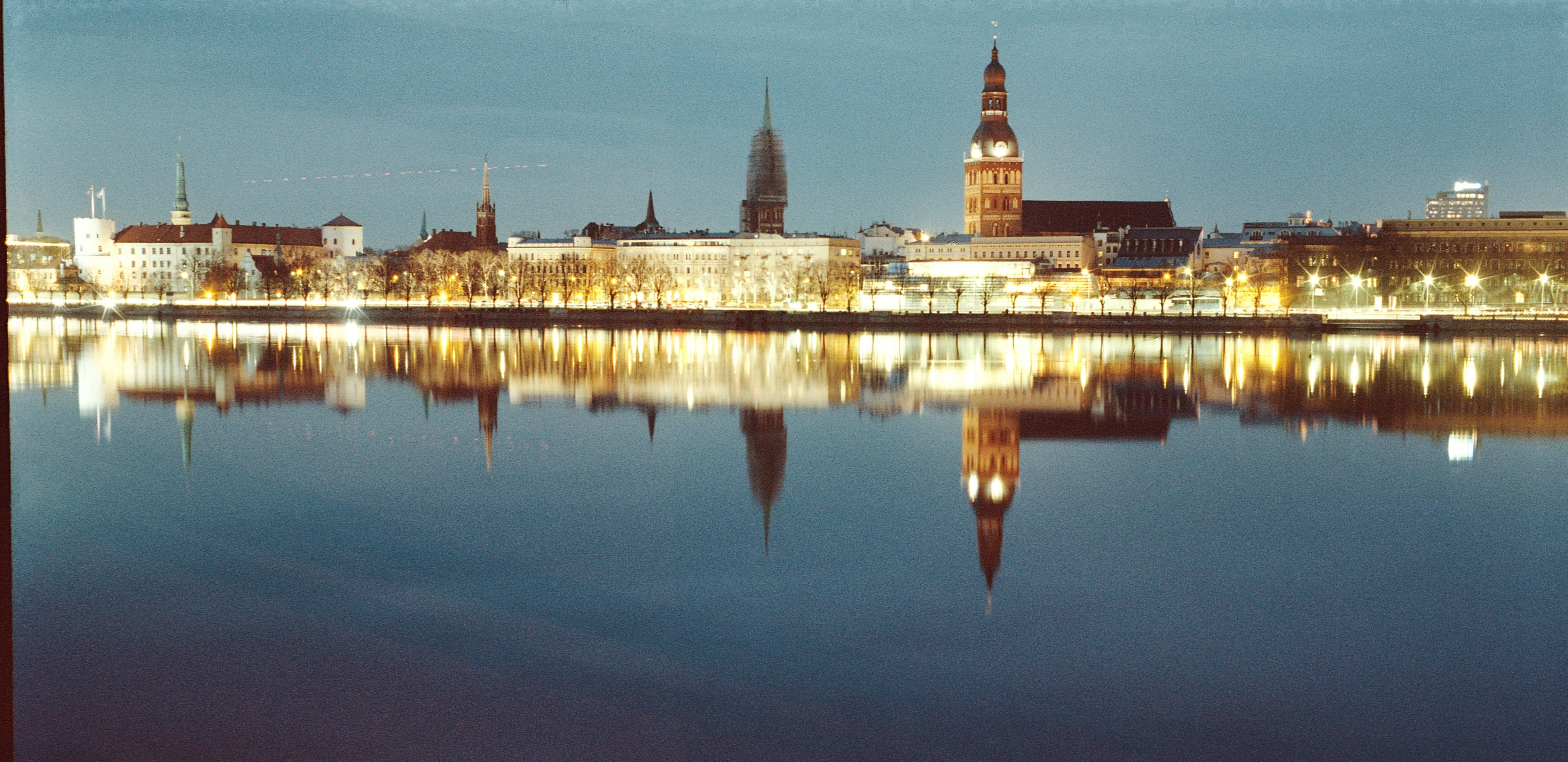
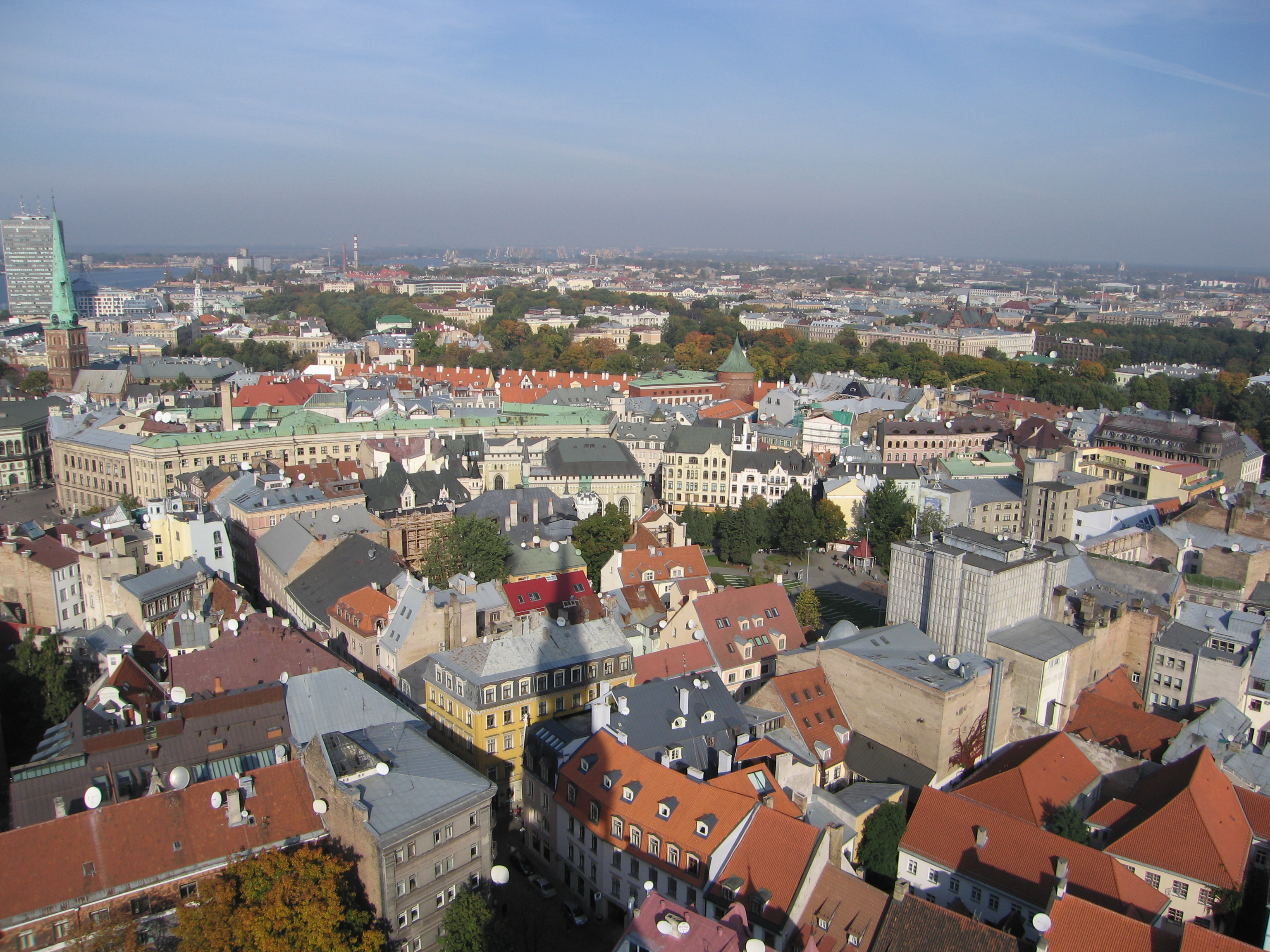